# جبهة تحرير الفرات الإسلامية
قالب:صندوق معلومات منظمة عسكرية
جبهة تحرير الفرات الإسلامية (بالإنجليزية: Euphrates Islamic Liberation Front) كانت تحالفًا لفصائل إسلامية مسلحة نشطت خلال الحرب الأهلية السورية، وتركز نشاطها في المناطق الشرقية من سوريا، خاصة في محافظات الرقة، دير الزور، وحلب.

## التأسيس
تأسست الجبهة في 4 فبراير 2014، من تحالف عدة كتائب إسلامية محلية، بهدف توحيد جهودها في مواجهة الجيش العربي السوري وتنظيم الدولة الإسلامية (داعش). وكان من أبرز قادتها عبد الله أبو رائد.

## الفكر والأيديولوجيا
تتبنى الجبهة فكرًا إسلاميًا سنيًا، وكانت تدعو إلى تطبيق الشريعة الإسلامية في مناطق سيطرتها. لم تكن مرتبطة تنظيميًا بالجماعات الجهادية العالمية مثل داعش أو جبهة النصرة.

## مناطق النشاط
- محافظة الرقة
- محافظة دير الزور
- ريف حلب الشرقي

## التحالفات
في بعض الفترات، شاركت الجبهة في غرف عمليات أو تحالفات مؤقتة مع:
- فصائل من الجيش السوري الحر
- مجموعات إسلامية أخرى مثل جبهة النصرة وأحرار الشام

## المواجهات
شاركت الجبهة في معارك ضد قوات النظام السوري، كما خاضت اشتباكات مع تنظيم الدولة الإسلامية خلال صعوده في المنطقة بين عامي 2014–2015.

## التراجع
مع تمدد تنظيم الدولة الإسلامية في الشرق السوري، تقلص نفوذ الجبهة وتفككت لاحقًا، أو انضم مقاتلوها إلى فصائل أخرى.